# Lewis Brereton
Lewis H. Brereton (Pittsburgh, 21 giugno 1890 – Washington, 20 luglio 1967) è stato un aviatore e generale statunitense.
Prestò servizio nelle forze armate statunitensi nella prima guerra mondiale dopo essersi diplomato all'Accademia navale di Annapolis nel 1911. Nel 1913 frequentò la scuola della trasmissioni dell'aeronautica statunitense e partecipò alla seconda guerra mondiale, nella quale comandò anche la 9a e la 13a Air Force dell'USAAF, poi il First Allied Airborne Army dal 2 agosto 1944 fino alla fine della guerra. Divenne poi presidente del Military Liaison Committee presso la U.S. Atomic Energy Commission fino al suo ritiro che avvenne il 1º settembre 1948. Andò in congedo con il grado di tenente generale.